# 紅鰭背鰭隆頭魚
紅鰭唇隆頭魚，為輻鰭魚綱鱸形目隆頭魚亞目隆頭魚科的其中一種，分布於西南太平洋的澳洲昆士蘭、新南威爾斯及豪勳爵島海域，棲息深度5-40公尺，體長可達23公分，棲息在礁石區海域，生活習性不明。

## 擴展閱讀
維基物種上的相關：紅鰭唇隆頭魚